# 象山影视城
象山影视城是位于浙江省宁波市象山县新桥镇的一处影视基地，位于大塘港生态旅游区境内，于2005年1月10日启用，最初为拍摄张纪中电视剧《神雕侠侣》依照宋代风格建设，此后亦拍摄了《赵氏孤儿》、《盖世英雄曹操》、《王的盛宴》等多部影视作品。2006年被评为“中国十大影视基地”。2012年评为国家4A级旅游景区。截至2020年底，已建成的功能区包括江湖小镇、玄幻世界、星梦工场、武侠天地、唐城、民国城，目前拥有摄影棚35万平方米。

## 取景

### 电视剧
- 2006年：《神雕侠侣》[6]
- 2009年：《仙剑奇侠传三》
- 2012年：《轩辕剑之天之痕》
- 2014年：《风中奇缘》
- 2015年：《琅琊榜》、《芈月传》、《太子妃升职记》
- 2017年：《三生三世十里桃花》、《射雕英雄传》、《終極三國（2017）》、
- 2018年：《烈火如歌》、《千年来说对不起》
- 2019年：《长安十二时辰》、《漂亮書生》
- 2020年：《燕云台》
- 2021年：《雪中悍刀行》[7]、《和平之舟》[8]
- 2022年：《嫣语赋》
- 2023年：《慶餘年》
- 2024年：《花間令》

### 电影
- 2010年：《赵氏孤儿》[9]
- 2022年：《王者天下》系列